# USS Cassin (DD-372)
USS Cassin (DD-372) là một tàu khu trục lớp Mahan được Hải quân Hoa Kỳ chế tạo vào giữa những năm 1930. Nó là chiếc tàu chiến thứ hai của Hải quân Hoa Kỳ được đặt tên theo Stephen Cassin (1783-1857), một sĩ quan hải quân từng tham gia cuộc Chiến tranh 1812. Nó đã có mặt tại Trân Châu Cảng vào lúc diễn ra cuộc tấn công vào ngày 7 tháng 12 năm 1941, bị hư hại nặng đến mức phải tháo dỡ và chế tạo lại toàn bộ, và đã hoạt động từ năm 1944 cho đến khi Chiến tranh Thế giới thứ hai kết thúc. Cassin được cho ngừng hoạt động năm 1945 và bị bán để tháo dỡ vào năm 1947.

## Thiết kế và chế tạo
Cassin được đặt lườn vào ngày 1 tháng 10 năm 1934 tại Xưởng hải quân Philadelphia. Nó được hạ thủy vào ngày 28 tháng 10 năm 1935, được đỡ đầu bởi bà H. C. Lombard; và được đưa ra hoạt động vào ngày 21 tháng 8 năm 1936 dưới quyền chỉ huy của Hạm trưởng, Thiếu tá Hải quân A. G. Noble.

## Lịch sử hoạt động
Cassin trải qua các sửa chữa cho đến tháng 3 năm 1937, khi nó lên đường đi đến vùng biển Caribe và Brazil. Vào tháng 4 năm 1938, nó tham gia cùng hạm đội tại Trân Châu Cảng cho cuộc thực tập hạm đội hàng năm tại quần đảo Hawaii và vùng kênh đào Panama. Đến năm 1939, nó hoạt động thực hành ngư lôi và tác xạ tại vùng bờ Tây Hoa Kỳ; và sang 1 tháng 4 năm 1940 được điều về Phân đội Hawaii. Nó lên đường cho các cuộc cơ động và tuần tra tại Thái Bình Dương, thực hiện chuyến đi đến Samoa, Australia và Fiji từ tháng 2 đến tháng 4 năm 1941, và ghé qua các cảng tại bờ Tây vào mùa Thu năm 1941.
Cassin đang ở trong ụ tàu ở Trân Châu Cảng cùng tàu khu trục Downes và thiết giáp hạm Pennsylvania vào ngày 7 tháng 12 năm 1941, khi Hải quân Nhật bất ngờ tấn công căn cứ này. Các quả bom cháy đã làm nổ tung các thùng nhiên liệu của Downes, gây ra các đám cháy không thể kiểm soát được trên cả Downes lẫn Cassin. Cassin bị trượt khỏi các khối chèn dưới lườn tàu và nghiêng tựa trên Downes. Cả hai con tàu được xem là tổn thất, và Cassin được chính thức cho xuất biên chế vào ngày 20 tháng 6 năm 1942. Cả hai con tàu đều bị hư hại quá mức có thể sửa chữa, nhưng máy móc và thiết bị của chúng được tháo dỡ và thu hồi, được cho chuyển đến Xưởng hải quân Mare Island, nơi những con tàu hoàn toàn mới được chế tạo dựa trên máy móc vật liệu thu hồi được, và chúng được đặt lại tên và số hiệu lườn nguyên thủy.
Được cho nhập biên chế trở lại vào ngày 5 tháng 2 năm 1944, Cassin đi đến Trân Châu Cảng vào ngày 22 tháng 4 và được phân nhiệm vụ hộ tống vận tải khởi hành từ Majuro cho đến tháng 8. Nó giúp vào việc bình định Tinian từ ngày đến ngày 15-25 tháng 8 khi bắn phá các hang động trú ẩn Aguijan, rồi tiếp nối nhiệm vụ hộ tống ngoài khơi Saipan, và tham gia vào việc bắn phá đảo Marcus vào ngày 9 tháng 10. Nó lên đường gia nhập Đội đặc nhiệm 38.1 vào ngày 16 tháng 10, di chuyển về phía Tây Bắc Luzon vào lúc diễn ra cuộc đổ bộ lên Leyte, và sau khi đổ bộ thành công đã được cho tách ra cùng đội của nó để được tiếp nhiên liệu và tiếp tế tại Ulithi. Tuy nhiên, khi Lực lượng Đặc nhiệm 38 phát hiện Lực lượng Tấn công Trung tâm của Nhật Bản đang vòng qua mũi phía Nam Mindoro trên đường tấn công như một phần của Trận chiến vịnh Leyte, đội của Cassin được gọi quay trở lại để tham gia trận chiến sắp tới. Xế trưa ngày 25 tháng 10, đội của nó cuối cùng cũng đến được vị trí có thể tung máy bay ra tấn công các tàu Nhật, trong một đợt tấn công tàu sân bay với tầm xa nhất trong chiến tranh.
Nhiệm vụ tiếp theo của Cassin là chuẩn bị cho cuộc tấn công lên Iwo Jima. Trong đêm 11-12 tháng 11 năm 1944, và một lần nữa vào ngày 24 tháng 1 năm 1945, nó bắn phá hòn đảo, rồi sau đó tham gia tuần tra, hộ tống và phục vụ như cột mốc radar chung quanh Saipan. Vào ngày 23 tháng 2, nó khởi hành từ Saipan để hộ tống một tàu chở đạn dược đến Iwo Jima vừa mới bị tấn công, và quay trở về Guam vào ngày 28 tháng 2 cùng một tàu bệnh viện. Nó quay trở lại Iwo Jima vào giữa tháng 3, làm nhiệm vụ cột mốc radar cũng như tìm kiếm và cứu vớt máy bay. Với những lượt quay trở về Guam và Saipan để tiếp liệu và sửa chữa, nó tiếp tục vai trò này trong hầu hết thời gian còn lại của chiến tranh.
Cassin chịu đựng một cơn bão vào ngày 6 tháng 6 năm 1945, thiệt mạng một người và mất một xuồng máy. Vào ngày 20 tháng 7, nó bắn phá Kita-Iwō-jima, và vào ngày 7 tháng 8 đã đổ bộ và lục soát một tàu bệnh viện Nhật Bản nhằm đảm bảo việc tuân thủ luật quốc tế. Do không có sự vi phạm, nó cho phép con tàu tiếp tục hành trình. Khi chiến tranh kết thúc, nó tiếp tục nhiệm vụ tìm kiếm và giải cứu ngoài khơi Iwo Jima, bảo vệ cho việc triệt thoái bằng đường không những tù binh Đồng Minh được thả ra từ Nhật Bản.
Cassin quay trở về Norfolk, Virginia vào ngày 1 tháng 11 năm 1945, và được cho xuất biên chế tại đây vào ngày 17 tháng 12 năm 1945. Nó bị bán để tháo dỡ vào ngày 25 tháng 11 năm 1947.

## Phần thưởng
Cassin được tặng thưởng sáu Ngôi sao Chiến trận do thành tích phục vụ trong Chiến tranh Thế giới thứ hai.